# Мамбетов Асет Секенович
Асет Мамбетов  (каз. Асет Секенович Мамбетов, 10 червня 1982) — казахський борець греко-римського стилю, олімпійський медаліст.

## Виступи на Олімпіадах
| Олімпіада  | Дисципліна | Місце                     |
| ---------- | ---------- | ------------------------- |
| Афіни 2004 | до 96 кг   | 21                        |
| Пекін 2008 | до 96 кг   | ( Бронза) дискваліфікація |

У серпні 2015 року розпочалися повторні аналізи на виявлення допінгу зі збережених зразків з Олімпійських ігор у Пекіні 2008 року та Лондоні 2012 року.
Перевірка зразків Мамбетова з Пекіна 2008 року призвела до позитивного результату на заборонену речовину станозолол. Рішенням дисциплінарної комісії Міжнародного олімпійського комітету від 17 листопада 2016 року в числі інших 16 спортсменів він був дискваліфікований з Олімпійських ігор в Пекіні 2008 року і позбавлений бронзової олімпійської медалі.